# Drohne-Anti-Radar
Die Drohne-Anti-Radar (DAR) war ein Entwicklungsprojekt der Dornier GmbH für ein unbemanntes Fluggerät zum Aufspüren und Bekämpfen feindlicher Radaranlagen, insbesondere solcher zur Flugabwehr, in einem vorgegebenen Zielgebiet.
Das Entwicklungsprojekt wurde 1994 beendet und kam als System in Deutschland nicht zur Einführung.

## Geschichte
Anfang der 1980er Jahre begannen die USA und die Bundesrepublik Deutschland mit der Entwicklung eines Einweg-UAV, die gegnerische Radaranlagen aufspüren und bekämpfen sollte. Ebenso sollte das Fluggerät größere Luftfahrzeuge vortäuschen und damit von eigenen Flugzeugen ablenken. Auf deutscher Seite war Dornier bzw. das Nachfolgeunternehmen Deutsche Aerospace Aktiengesellschaft im Auftrag für die Luftwaffe der Bundeswehr tätig.
Im Rahmen der Projektentwicklung konnte kein brauchbarer Suchkopf entwickelt werden, so dass die Eignung für den vorgesehenen Zweck nur eingeschränkt gegeben war.
Dieses und das Ende des Kalten Krieges mit Wegfall der Bedrohung führten zu einer qualifizierten Beendigung des Projekts.
Nach Projektabbruch wurden die Entwicklungsunterlagen des UAV an Israel veräußert. Israel entwickelte ein eigenes System, IAI Harpy.
Mutmaßungen, dass die Erkenntnisse über die DAR in die Konstruktion der IAI Harpy einflossen bzw. später die DAR Vorbild für die iranische Shahed-136/131 Drohne bzw. deren russische Version Geran 2 wurde, können nicht nachgewiesen werden. Sie scheinen auch eher abwegig zu sein bzw. sich auf äußerlich erkennbare Konstruktionsmerkmale zu beschränken. Während DAR seine Ziele selbst sucht, fliegt Shaed lediglich vorprogrammierte Ziele an.

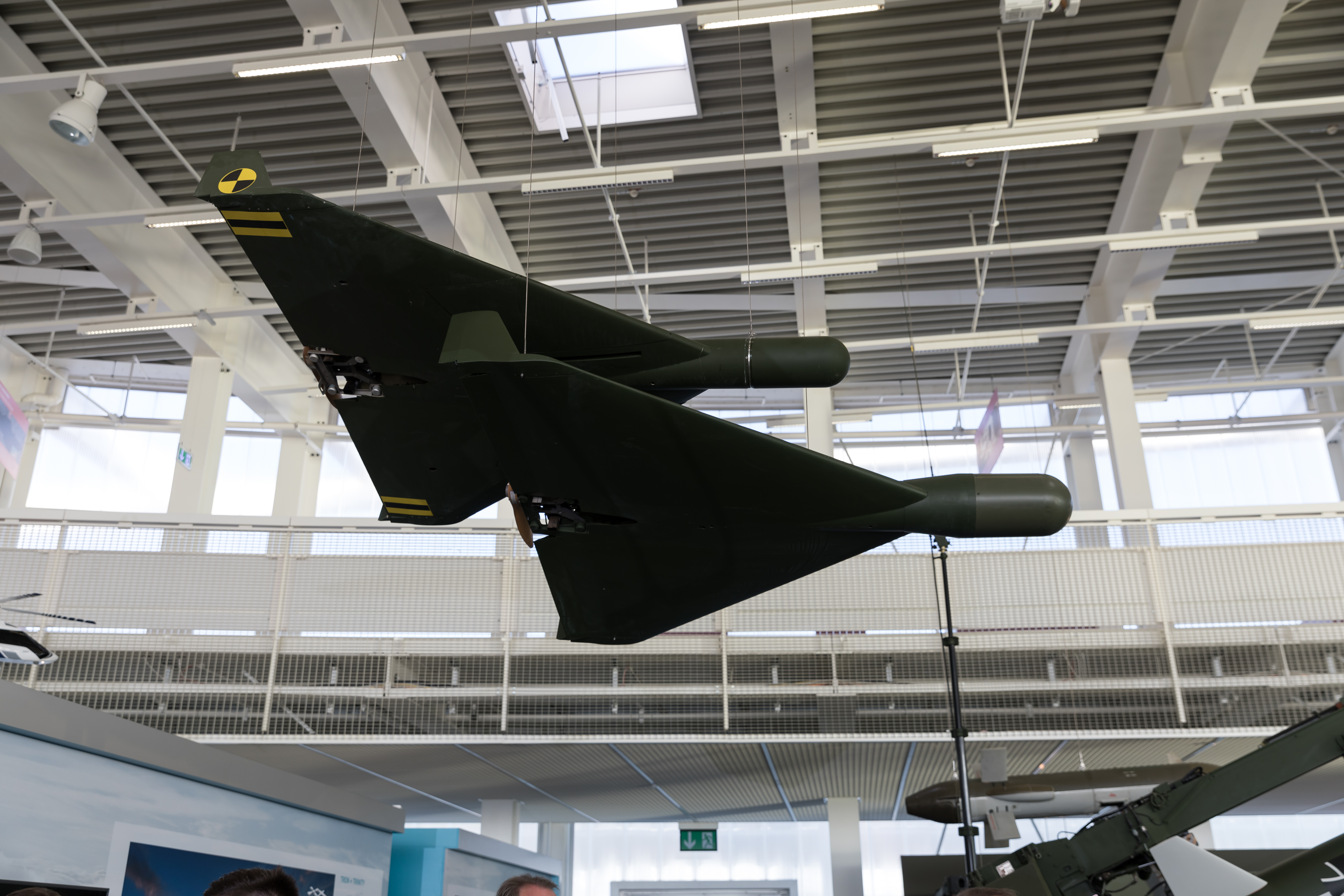
Dornier 2 Drohnen DAR in Friedrichshafen
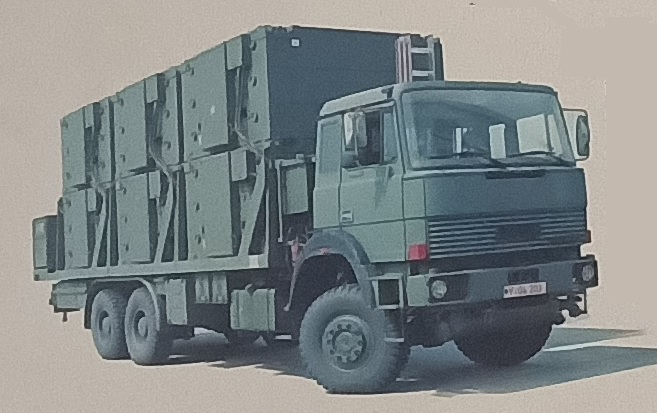
Startfahrzeug Drohne-Anti-Radar
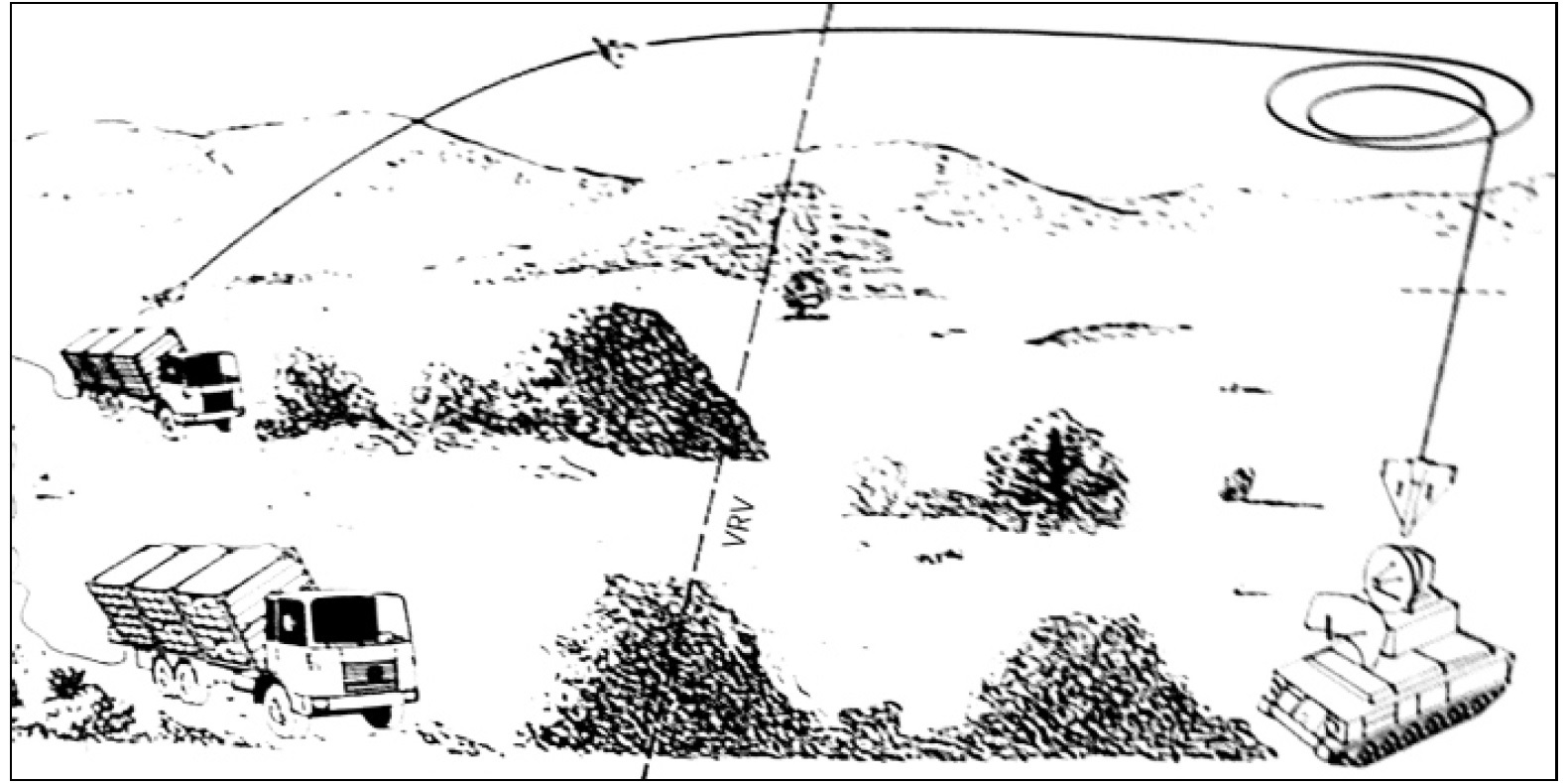
Einsatz der Drohne-Anti-Radar

## Aufgaben
SEAD (Suppression of Enemy Air Defences/Unterdrückung der feindlichen Flugabwehr) durch
- Zerstörung feindlicher Feuerleit- und Suchradaranlagen
- Zwang zur Abschaltung der feindlichen Radargeräte
- Sättigung der feindlichen Flugabwehr
- Ablenkung der feindlichen Flugabwehr von anderen Zielen
- Verbrauch feindlicher Flugabwehrlenkkörper und Munition[6]

## Technik
Das unbemannte Luftfahrzeug (UAV) ist als Deltaflügler in Kunststoff-Verbundbauweise hergestellt. Beiderseits des Rumpfes sind in die Tragflächen je zwei ausklappbare Seitenkraftflächen eingelassen, die vor dem Endanflug auf das Ziel in Position gebracht werden. Die Tanks sind als Einschubtanks ausgelegt. Der Motor mit angeflanschtem Generator ist am Heck in der Zelle eingebaut. Er wird bereits im Startrohr angelassen. Der Zweiblatt-Druckpropeller ist über eine Kupplung mit dem Motor verbunden, die erst nach Verlassen des Startbehälters den Propeller mit dem Motor starr verriegelt. Unter dem Motor ist eine Startrakete angeordnet, die den notwendigen Schub liefert, um das UAV aus dem Startbehälter auf die erforderliche Fluggeschwindigkeit zu beschleunigen.
Der Splittergefechtskopf neuester Technologie sollte im Rumpf unmittelbar hinter dem Suchkopf angebracht werden. Er war in der Lage, alle in Frage kommenden Ziele wirksam zu bekämpfen.
Zur Flugregelung erhält der Rechner Daten von einem dreiachsigen Faserkreiselpaket, den Luftdatensensoren, dem GPS-Navstar-Empfänger und einem Magnetometer. Der passive Breitbandsuchkopf sollte alle Radargeräte des Zielkatalogs abdecken. Die benötigten Zielparameter sollten vor dem Start der Drohne geladen werden und der Suchkopf während des Fluges die Frequenzbänder absuchen. Nach Erkennen eines Zieles sollten die im Suchkopf ermittelten Daten zur Führung der Drohne hin zum Ziel dienen.

## Technische Daten
- max. Horizontalgeschwindigkeit: 250 km/h
- max. Flughöhe: 3000 m
- max. Flugzeit: 3 Stunden
- Steiggeschwindigkeit: 6 m/s
- Spannweite: 2 m
- Rumpflänge: 2,3 m
- Rumpfhöhe: 36 cm
- Kraftstoffkapazität: 18 kg
- Abflugmasse: 110 kg
- Antrieb: Fichtel & Sachs SF2-360 Zweizylinder-Zweitakt-Boxermotor mit Zweistufenvergaser
- Leistung: 20,5 kW bei 7000 min−1
- Durchmesser des Propellers: 67 cm
- Navigation: GPS-Navstar-Empfänger
- Suchkopf: Passiver Breitbandsuchkopf
- Gefechtskopf: Splittergefechtskopf
- Missionsrechner, Bildschirm und Dateneingabegerät: DAR-spezifisch[8]

## Mögliche missionsspezifische Nutzlasten
Daimler-Benz Aerospace als Nachfolger der Dornier GmbH gab für das System weitere Verwendungsmöglichkeiten an:
- Anti-Radar-Sensor/-Suchkopf, passiv
- mmW-Sensor/Suchkopf, aktiv
- VHF-Störsysteme
- Radar-Störsysteme
- Laser und IR-Sensoren
- ELINT-Systeme
- Verschiedene Gefechtsköpfe[9]

## Fahrzeugausstattung
Zu dem System DAR gehört ein Startfahrzeug und ein Transport- und Nachladefahrzeug. Dazu wurden Lkw 6x6 10 t IVECO 260AH mit verlängertem Fahrgestell verwendet. Eine ursprünglich vorgesehene Montage auf dem LKW 6x4 10 t tmil MAN 260AH, eingeführtes Fahrzeug der Bundeswehr, wurde nach anfänglicher Erprobung nicht mehr weiter verfolgt. Auf dem Fahrgestell des Startfahrzeuges sind die Bodenkontrollstation in einer Kabine II FmB mit Funkanbindung, eine Kippvorrichtung für den Startcontainer, eine Stromversorgungsanlage und die Verteilerboxen aufgebaut.
Bis zu 18 DAR konnten so mitgeführt werden.
Das Transport- und Nachladefahrzeug war mit Ladekran ausgestattet.
Nach Projektende verblieben die beiden Fahrzeuge noch in der Bundeswehr, bis sie 2009 über die VEBEG veräußert wurden.

## Museale Rezeption
Drohnen-Anti-Radar sind in der Wehrtechnischen Studiensammlung in Koblenz und im Dornier-Museum in Friedrichshafen ausgestellt.